# 김득황
김득황(金得榥, 1915년 10월 7일 ~ 2011년 5월 18일)은 일제강점기에 만주국 관리를 지내며 항일 운동을 한 대한민국의 공무원이며 역사학자이다. 호는 고암(孤岩)이다. 의주 출생이며 본관은 백천 김씨.

## 생애
평안북도 의주군의 무관 집안 출신으로 일본의 니혼 대학을 졸업했다. 대학을 졸업하던 1942년에 만주고등문관시험에 합격하였고, 퉁화에서 관방 사무관을 지내며 만주국 관리로 근무했다.
태평양 전쟁 종전으로 만주국이 소멸하자 귀국하여 참의원 법제조사국장과 제3공화국 내무부차관을 역임하는 등 대한민국의 공무원으로 일했다. 1970년대부터는 사회복지 분야에서 일하면서 간도와 만주 연구를 중심으로 민족주의 재야 역사학자로서도 활발히 활동하였다. 이 무렵 정책적 배려 하에 장려되던 반공주의 사상 보급을 주도하였다.
대표적인 민족주의 성향의 역사학자인 김득황이 만주국 관리였다는 사실은 잘 알려져 있지 않았으나, 2008년 민족문제연구소가 친일인명사전 편찬을 위해 발표한 친일인명사전 수록예정자 명단 해외 부문에 이 경력을 근거로 김득황을 포함시켰다.
이에 대하여 김득황의 지인들이 그의 항일운동참여 경력과 그 증빙자료를 첨부하여 민족문제연구소에 정정신청을 요구했다. 그 결과 민족문제연구소에서 오류를 인정하고 정식 발간된 친일인명사전에서 그 이름을 제외시켰다. 친일인명사전은 스마트폰 앱을 통해서 지속적으로 업데이트되고 있는데, 현재 이 앱에서도 김득황은 제외되어 있다.

## 학력
- 1942년 : 일본 니혼 대학 법과 졸
- 1975년 : 건국대학교 문학박사

## 약력
- 1942년 : 만주고등문관시험 행정과 합격
- 만주국 퉁화 관방 사무관
- 1956년 : 보건사회부 원호국장
- 1958년 : 대한주택영단 이사
- 1960년 : 참의원 법제조사국장
- 1963년 : 대한지방행정협회 회장
- 1964년 : 내무부 차관
- 1967년 : 숙명학원 이사
- 1968년 : 기독교반공연맹 이사장
- 1969년 : 한국아세아반공연맹 이사장
- 1970년 : 대한사상연구소 소장
- 1971년 : 한국십자군연맹 회장
- 1971년 : 동방사회복지회 설립
- 1974년 : 한국해외개발공사 사장
- 1975년 : 한국인도네시아협회 회장
- 1978년 : 동방사상연구원 원장
- 1987년 : 대륙문화연구회 회장

## 항일 활동
친일인명사전 정정신청 과정 중에서 그동안 잘 알려지지 않았던 사실들이 드러났다.
첫째, 친일문학론을 (1966) 저술한 임종국이 자료조사차 김득황과 수차례 교류했다는 사실이다. 김득황은 해방 후 공개적인 저술을 통해서 친일문학가들을 비판한 최초의 인물이었기 때문이다.
1958년 출간된 김득황이 저 『한국사상사』의 마지막 부분인 “제7장 종전전의 말기적 사상”에서 친일단체인 대동민우회, 애국금전회, 국민정신총동원 조선연맹, 조선문인협회, 야마도동맹 등의 친일활동을 서술하면서 이광수, 박흥식, 이성근, 윤치호, 박춘금, 박희도 등 다수 저명인사의 친일행적을 비판하였다.
“1941년 12월 태평양전쟁이 시작되어 서전에 일본이 유리한 위치에 서게되자 지금까지 신중한 태도를 취하던 자들도 조선인의 사상적 자살행진에 가담함으로써 조선의 얼은 거의 파산하고 말았다. 태평양전쟁이 일어나자 과거 민족문학의 거장으로 알려진 이광수는 더많은 이성을 잃은 논문을 발표하였는데 그는 ‘우리는 천황의 신민이며 일본은 우리의 조국이다. 우리는 생명으로써 조국을 지킬 것이다’라고 담대히 피력함에 이르렀다. 이제 이광수는 계몽주의작가가 아니라 실성한 일제의 앞잡이가 되었다.”(『한국사상사』, 380쪽, 참고자료 6)
둘째, 김득황은 만주국 관리시절 만주 통화시를 중심으로 재만한인들과 항일조직 태극회를 비밀리에 조직해서 항일활동을 전개했다. 1937년 7월 노구교 사건 이후 당시 임시정부 북경비밀기관장인 희산 김승학 선생 (독립신문사 사장, 참의부 대표)의 지시로 그 기관의 통화지구 연락책임을 맡아서 일본군의 동향을 임정에 보고하는 비밀임무를 수행했다. 이후 태극회는 일제에 적발되면서 동료들이 다수 희생되기도 했다. 태극회의 당시 활동은 대한독립항일투쟁총사 편찬위원회가 발간한 『대한독립항일투쟁총사 하권』(1989)에 자세히 수록되어 있다. 참고로 희산 김승학 선생은 동향 집안 어른으로 (의주, 백천 김씨) 김득황은 어린 시절부터 그로부터 많은 영향을 받았다. 독립운동에 본격적으로 헌신하게 된 것도 김승학 선생 때문이었다.
셋째, 해방 후  김득황은 광복군의 일원으로써 1945년 11월부터 「광복군 국내 제2지대」의 간부로(부관처장) 활동하였다. 이 활동경력은 대단히 짧았는데, 광복군 국내 제2지대를 비롯한 국내 무장단체들이 미군정 포고령 28호에 의해 1946년 1월부터 강제해산 당했기 때문이다. 김득황은 이 과정 중에서 해방전부터 임시정부 상관으로 모신 김승학선생을 비롯한 동료들을 피신시키다가 미군에 체포되었다. 그 결과 미군정 포고령 28호 3조 위반혐의로 기소되어서 구금되었다. 이때 변호를 맡은 이가 안중근의사의 조카이자 김구선생의 맏며느리인 안미정선생이었다. 바로 김구선생이 동지의 안위를 위해서 애쓰던 이가 억울하게 재판을 받는다는 김승학선생의 보고를 받고 상해 중국대학 영문과를 졸업해서 영어에 능통했던 자신의 며느리로 하여금 직접 변호하게 명령했던 것이다. 안미정선생의 변론에 힘입어 김득황은 결국 집행유예로 풀려났다.
이 사건은 희산 김승학선생이 저술한 『망명객행적록』에도 언급되어 있다.  『망명객행적록』의 “조국해방과 그 뒤 소식” 부분의 일부를 인용하면 다음과 같다.
"나는 제1지대를 사퇴하고, 국내 제2지대 설립 책임을 지고 삼팔선 경계인 개성에 자리를 잡고 해외에서 입국하는 청년 백여명과  국내 청년을 합하여 수백명을 모아서 만월대에 임시군영을 두고 훈련하면서 경비 일체는 개성실업계에서 담당하기로 하고, 일생 동안 적극 추진하던 중에 미주둔군 군정영으로 강제 해산을 당하고, 훈련책임자 김○○은 미군 재판 하에서 오년형을 구형받았다."
여기서 김○○이 바로 김득황이다. 김승학 선생의 자료는 이름을 정확하게 기명하지 않은 관계로 김득황의 광복군 활동의 결정적인 근거로 삼기에는 무리가 있지만, 미국의 국가기록물보관소에 보관된 당시 재판자료로 정확하게 규명될 수 있다.
넷째, 김득황의 해방 전 항일활동과 해방 후 「광복군 국내 제2지대」 활동을 간접적으로 증언해주는 조동진 목사(1924년생)의 기록이 있다.  조동진 목사는 대한국군준비위원회 군수차장을 지낸 독립운동가 조상항 선생의 아들로 서울후암교회 담임목사를 지냈고 박정희 정권 시절부터 반독재투쟁에 앞장선 기독교계의 대표적인 인물이다.  조동진 목사가 2001년 9월 국민일보에 “나의 길, 나의 신앙”이라는 수기를 연재하며 김득황에 대해 다음과 같이 언급하고 있다.
"나는 한일협정반대 기독교구국대책위원회의 영락교회 집회에 나가 반일강연을 했다 ..... 언론은 내 강연 중 반군사정권 발언부분만을 확대보도했다. 중앙정보부는 기독교의 한일협정 반대운동에는 북한간첩이 스며들어 있다며 한경직, 강신명, 강원룡, 전경연 목사등을 옥죄기 시작했다.  어느 날 내무차관인 김득황 장로가 찾아와 ‘위험하니 더 이상 가담하지 말고 물러나라’고 말했다.  김장로(김득황)는 광복군이었던 아버지(조상항)의 부하로 한 고향 사람이었다. ..... 중앙정보부는 나를 설득하는게 어렵자 구속방침을 정했다.  이 때 김득황 차관은 독립운동가답게 배수의 진을 치고 ‘조목사를 체포하려거든 내 사표부터 받고 하십시오’하고 맞섰다."(『국민일보』, 2001년 9월 3일, http://news.kmib.co.kr/article/viewDetail.asp?newsClusterNo=01100201.20010903000001802)
다섯째, 김득황은 만주사와 관련된 국내 최고의 전문가 중 한 명이다.  김득황은 만주와 관련된 저술활동을 통해 고대사와 관련된 민족의식을 고취시키는데 큰 기여를 했다.  만주는 우리 민족의 고토(古土)라는 신념으로 저술한 그의 주요저서는 다음과 같다.
```
 『잊혀진 고토 만주의 역사』(삶과 꿈, 2003)
 『우리 민족 우리 역사』(삶과 꿈, 2003)
 『만주의 역사와 간도 문제』(남강기획, 2005)
 『백두산과 북방강계』(사사연, 1988)
 『기초만한사전』(대지문화, 1995)
```

김득황은 청국과 조선의 영토 경계선이 압록강과 두만강이 아니라, 훨씬 북쪽인 레지선(Regis Line)임을 보여주는 당빌(D'Anville)의 『새중국지도』(Nouvel Atlas de la Chine)를 동경 고서점에서 찾아내어 국내에 최초로 소개했다.(『만주의 역사와 간도문제』, 남강기획, 212-218쪽)   그 지도의 원본은 청나라 강희제의 명에 의해 프랑스 선교사인 레지(Regis), 부베(Bouvet), 자르뚜(Jartoux)가 무려 10년 동안의 측량과 제작기간을 거쳐 1718년 완성한 것이다.  이 원본지도를 프랑스의 왕실 지리학자 당빌(D'Anville)이 약간의 수정과 번역을 거쳐 파리에서 발간한 것이 당빌지도라고 일컬어지는 새중국지도이다.
최근 몇 년전 중국 정부가 동북공정을 통해 만주사를 중국의 변방사로 편입시키려는 억지를 부릴 때 국내에서 만주는 우리 조상의 땅이고 고구려사는 우리 민족의 역사라는 주장이 활발히 전개되었다. 그 과정에서  전문가나 언론이 가장 많이 인용한 책이 김득황이 저술한 만주관련 서적들이다.  김득황은 만주를 재인식시킨 공로를 인정받아 2006년 9월 간도되찾기운동본부의 간도의 날 선포 1주년 기념일을 맞아 공로패를 받았다.
참고로 그가 펴낸 만주어서적, 북방고토 관련 서적 등등의 원 자료들은 대개가 그가 만주국관리시절 비밀리에 만주일대를 탐사하며 수집한 것들이라고 전해진다. 일찍부터 여진족 거란족 등등의 북방민족 사료들의 역사적 가치를 주목하고 이를 실천에 옮겼다.
그밖에 김득황은 1950년대부터 한국전통사상에 대한 관심을 기울여 왔다. 무엇보다 고대사에 대한 관련 저서 여러권을 지속적으로 저술해왔다. 뿐만 아니라 1970년대 임승국 안호상과 함께 국사편찬위원회를 상대로 역사적 단군을 인정하라는 소송을 벌이는 등 현실에서도 민족정신 찾기에 앞장 서 왔다.

## 저서
- 《한국사상의 전개》, 《한국사상사》, 《한국종교사》
- 《한국고대도덕의 연구》
- 《 한국사상의 전개》
- 《백두산과 북방 강계》
- 《만주의 역사와 간도문제》
- 《기초만주어사전》
- 《만주족의 언어》
- 《만주사화》
- 《만한사전》

## 수상
- 5·16민족상
- 국민훈장 동백장

## 참고 자료
- 김득황 -  한국행정연구원

| 전임 양찬우 | 제24대 내무부 차관 1964년 5월 18일 ~ 1966년 12월 28일 | 후임 이양호 |